# 井上雅彦
井上雅彦（いのうえ まさひこ、1960年1月13日 - ）は、日本の小説家、アンソロジスト。日本推理作家協会、日本SF作家クラブ、本格ミステリ作家クラブ、変格ミステリ作家クラブ各会員。

## 来歴
東京都新宿区出身。東京都立板橋高等学校を経て明治大学商学部卒業。1983年（昭和58年）「よけいなものが」で星新一ショートショート・コンクール優秀賞を受賞。同作で作家としてデビューする。アンソロジストとして、ホラーアンソロジー『異形コレクション』を監修。1998年、同シリーズが第19回日本SF大賞特別賞を受賞。
また、2009年から2011年まで日本SF作家クラブ事務局長をつとめた。2023年、第43回日本SF大賞選考委員。
2024年9月から日本SF作家クラブ第22代会長。

## 作品リスト

### 単著
- 『異人館の妖魔』（1991年3月 ソノラマノベルス / 1999年12月 ソノラマ文庫ネクスト）
- 『世にも奇妙な物語』（1991年11月 OHTA NOVELS【第10巻】 / 1994年1月 OHTA BUNKO【第4巻】）
- 『鉤屋敷の夢魔』（1991年12月 ソノラマノベルス / 2000年2月 ソノラマ文庫ネクスト）
- 『ディオダティ館の夜』（1992年2月 トクマ・ノベルズ / 1996年6月 幻冬舎文庫）
- 『黒衣の武器商人』（1992年5月 富士見ファンタジア文庫）
- 『世にも奇妙な物語』（1992年10月 OHTA NOVELS【D巻】）
- 『信長の野望 妖魔編 ふたりの森蘭丸』（1993年3月 光栄）
- 『妖月の航海』（1992年11月 ケイブンシャノベルス / 1999年10月 ソノラマ文庫ネクスト）
- 『竹馬男の犯罪』（1993年8月 講談社ノベルス / 1997年8月 講談社文庫 / 2007年11月 講談社ノベルス【復刊】）
- 『異形博覧会』（1994年7月 角川ホラー文庫）
- 『骸骨城 スクリーンの異形』（1995年3月 学研ホラーノベルズ / 2000年3月 角川ホラー文庫）
- 『恐怖館主人 異形博覧会2』（1996年4月 角川ホラー文庫）
- 『ハイドラの弔鐘』（1996年7月 ワニ・ノベルス）
- 『1001秒の恐怖映画』（1997年4月 ぶんか社 / 2004年12月 創元推理文庫）
- 『くらら 怪物船團』（1998年12月 角川ホラー文庫）
- 『怪物晩餐会 異形博覧会3』（1999年8月 角川ホラー文庫）
- 『綺霊』（2000年8月 ハルキホラー文庫）
- 『奇妙な幻獣辞典』（2002年12月 実業之日本社）
  - 【改題】『夢魔の幻獣辞典』（2007年3月 角川ホラー文庫）
- 『髏漫』（2004年7月 ハルキホラー文庫）
- 『ベアハウス』（2005年2月 光文社文庫）
- 『燦めく闇』（2005年3月 光文社 / 2009年11月 光文社文庫）
- 『遠い遠い街角』（2007年6月 東京創元社）
- 『夜の欧羅巴』（2011年3月 講談社 ミステリーランド）
- 『四角い魔術師』（2012年11月 出版芸術社 ふしぎ文学館）
- 『深川霊感三人娘』（2015年1月 廣済堂文庫）
- 『夜会 吸血鬼作品集』（2017年7月 河出書房新社）
- 『珈琲城のキネマと事件』（2019年11月 光文社文庫）
- 『ファーブル君の妖精図鑑』（2020年10月 講談社）
- 『宵闇色の水瓶 怪奇幻想短編集』（2024年10月、新紀元社)

### アンソロジー収録
- 『死体蘇生』（2016年2月 創土社 クトゥルー・ミュトス・ファイルズ）「女死体蘇生人ハーバル・ウエスト」
- 『人工知能の見る夢は AIショートショート集』（2017年5月 文春文庫）「魂のキャッチボール」

### アンソロジー編纂
- 『予期せぬ結末1 ミッドナイトブルー』ジョン・コリア（扶桑社ミステリー、2013年4月30日）
- 『予期せぬ結末2 トロイメライ』チャールズ・ボーモント（扶桑社ミステリー、2013年9月25日）
- 『予期せぬ結末3 ハリウッドの恐怖』ロバート・ブロック（扶桑社ミステリー、2014年5月31日）